# 1812 god
1812 god é um filme de drama russo de 1912 dirigido por Vasily Goncharov, Kai Hansen e Aleksandr Uralsky.

## Enredo
O filme em quatro partes ilustra os acontecimentos da Guerra Patriótica de 1812.

## Elenco
- Vasili Goncharov
- Aleksandra Goncharova
- Andrey Gromov
- Pavel Knorr
- V. Serjozhinikov
- A. Veskov